# Corégulateur transcriptionnel
Un corégulateur transcriptionnel (parfois également appelé cofacteur trancriptionnel) est une protéine qui interagit avec un facteur de transcription pour moduler, en activant ou inhibant, l'expression d'un gène sans se fixer directement à l'ADN.

## Histoire de leur découverte
L'hypothèse de leur existence a été envisagée dès les années 1970, mais leur réelle découverte date du début des années 1990 notamment par le groupe de Robert Roeder.